# إيدسون يوريبا
إيدسون يوريبا (بالإسبانية: Edson Uribe)‏ هو لاعب كرة قدم ومدرب كرة قدم بيروفي في مركز الوسط، ولد في 9 مايو 1982 في ليما في بيرو. شارك مع منتخب بيرو لكرة القدم. أما مع النوادي، فقد لعب مع أليانزا ليما واتحاد هوارال وخوان أوريتش وسيينسيانو ونادي تارغو موريش ونادي تشياباس وهوراكان.

## وصلات خارجية
- إيدسون يوريبا على موقع قاعدة بيانات كرة القدم.إي يو (الإنجليزية)
- إيدسون يوريبا على موقع ناشيونال فوتبول تيمز (الإنجليزية)
- إيدسون يوريبا على موقع Soccerway.com (الإنجليزية)